# Meir Zarchi
Meir Zarchi (Gerusalemme, 3 giugno 1937) è un regista israeliano naturalizzato statunitense.
È noto principalmente per avere diretto nel 1978 il film Non violentate Jennifer divenuto un cult movie del filone exploitation.

## Biografia
Durante le riprese di Non violentate Jennifer, Zarchi conobbe l'attrice Camille Keaton, che ebbe il ruolo di protagonista, intrecciando con lei una relazione che culminò con un matrimonio in seconde nozze nel 1979; tre anni più tardi i due divorziarono. Zarchi è stato anche il produttore esecutivo del remake I Spit on Your Grave (2010) e del sequel I Spit on Your Grave 2 (2013). Nel 2019, a distanza di quarant'anni da Non violentate Jennifer, ha scritto e diretto il primo sequel originale intitolato I Spit on Your Grave: Deja Vu, che vede nuovamente protagonista Camille Keaton.

## Filmografia

### Regista
- Non violentate Jennifer (I Spit on Your Grave) (1978)
- Don't Mess with My Sister! (1985)
- I Spit on Your Grave: Deja Vu (2019)

### Sceneggiatore
- Nini, regia di Shlomo Suriano (1962)
- Non violentate Jennifer (I Spit on Your Grave) (1978)
- Don't Mess with My Sister! (1985)
- I Spit on Your Grave, regia di Steven R. Monroe (2010)

### Produttore
- Non violentate Jennifer (I Spit on Your Grave) (1978)
- Don't Mess with My Sister! (1985)
- Holy Hollywood, regia di Terry Zarchi (1999)
- I Spit on Your Grave, regia di Steven R. Monroe (2010) (produttore esecutivo)
- I Spit on Your Grave 2, regia di Steven R. Monroe (2013) (produttore esecutivo)